# Axel Zingle
Axel Zingle (* 18. Dezember 1998 in Mulhouse) ist ein französischer Radrennfahrer.

## Sportlicher Werdegang
Seine Karriere im Radsport begann Zingle auf dem MTB. Als Junior gewann er bei den UEC-Mountainbike-Europameisterschaften 2016 die Bronzemedaille im olympischen Cross-Country und mit der französischen Mannschaft die Silbermedaille im Staffelwettbewerb. Nach dem Wechsel in die U23 erzielte er mehrere Top-10-Platzierungen im UCI-Mountainbike-Weltcup der U23. Zur Saison 2019 wurde er Mitglied im Team Absolute-Absalon von Olympiasieger Julien Absalon, jedoch konnte er nicht an seine Leistungen anknüpfen.
Zuvor schon gelegentlich auf der Straße unterwegs, wandte Zingle sich ab der Saison 2020 vollends dem Straßenradsport zu. In seiner ersten Saison auf der Straße wurde er überraschend französischer U23-Meister im Straßenrennen. Aus dem Einsatz als Stagiaire beim Team Delko folgte jedoch noch kein fester Vertrag. In der Folgesaison gewann er mehrere Rennen des nationalen Kalenders, bei der Tour de Guadeloupe stand er fünfmal auf dem Podium einer Etappe, einmal davon als Sieger.
Als Stagiaire beim Team Cofidis Ende 2021 überzeugte Zingle durch mehrere Top-10-Platzierungen, so dass er zur Saison 2022 fest in das UCI WorldTeam übernommen wurde. Seinen ersten Erfolg als Profi erzielte er mit dem Sieg bei der Route Adélie im April 2022. Es folgte der Gewinn der ersten Etappe beim Arctic Race of Norway im August. 2023 gewann er neben einer Reihe weiterer Top-10-Platzierungen das Eintagesrennen Classic Loire-Atlantique. 2024 erzielte er beim Eintagesrennen Boucles de l’Aulne nur einen Sieg, stand aber insgesamt 18 mal auf dem Podium der Tages- und Gesamtwertung verschiedener Rennen und war damit nach Ranglistenpunkten der erfolgreichste Fahrer seines Teams.
Zur Saison 2025 wechselte Zingle zum Team Visma-Lease a Bike, wo er vorrangig für die Klassiker vorgesehen ist. Den ersten Sieg für sein neues Team erzielte er mit dem Gewinn der ersten Etappe der Vier Tage von Dünkirchen.

## Erfolge

### MTB
2016
- Europameisterschaften – Cross-Country Staffel XCR
- Europameisterschaften – Cross-Country olympisch XCO (Junioren)

### Straße
2020
- Französischer U23-Meister – Straßenrennen

2021
- eine Etappe Tour de Guadeloupe

2022
- Route Adélie
- eine Etappe Arctic Race of Norway
- Famenne Ardenne Classic

2023
- Classic Loire-Atlantique

2024
- Boucles de l’Aulne

2025
- eine Etappe Vier Tage von Dünkirchen

## Grand Tour-Platzierungen
| Grand Tour            | 2023 | 2024 | 2025 |
| --------------------- | ---- | ---- | ---- |
| Giro d’ItaliaGiro     | –    | –    | –    |
| Tour de FranceTour    | 142  | 108  | …    |
| Vuelta a EspañaVuelta | –    | –    | …    |